# Art-Language

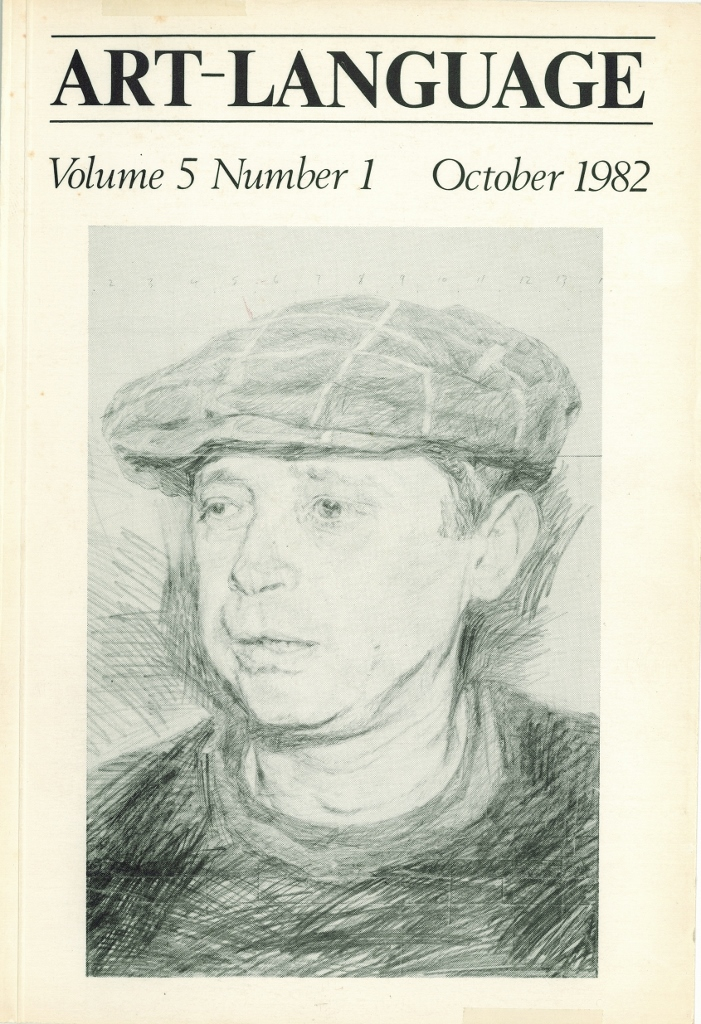
Copertina di Art-Language Volume 5 Numero 1 di Art & Language che mostra un autoritratto di Mel Ramsden

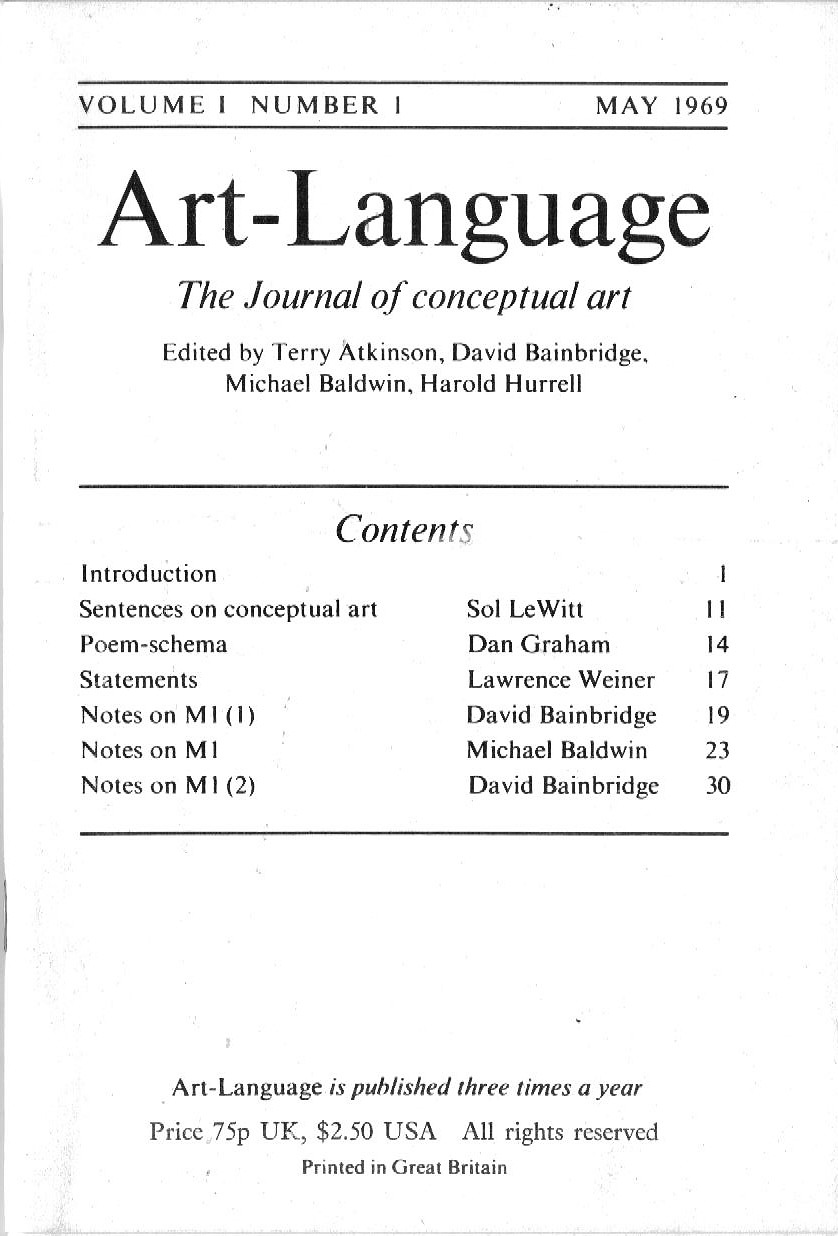
Copertina di Art-Language il diario di arte concettuale di Art & Language con testi di Michael Baldwin, Sol LeWitt, Dan Graham, Lawrence Weiner e David Bainbridge

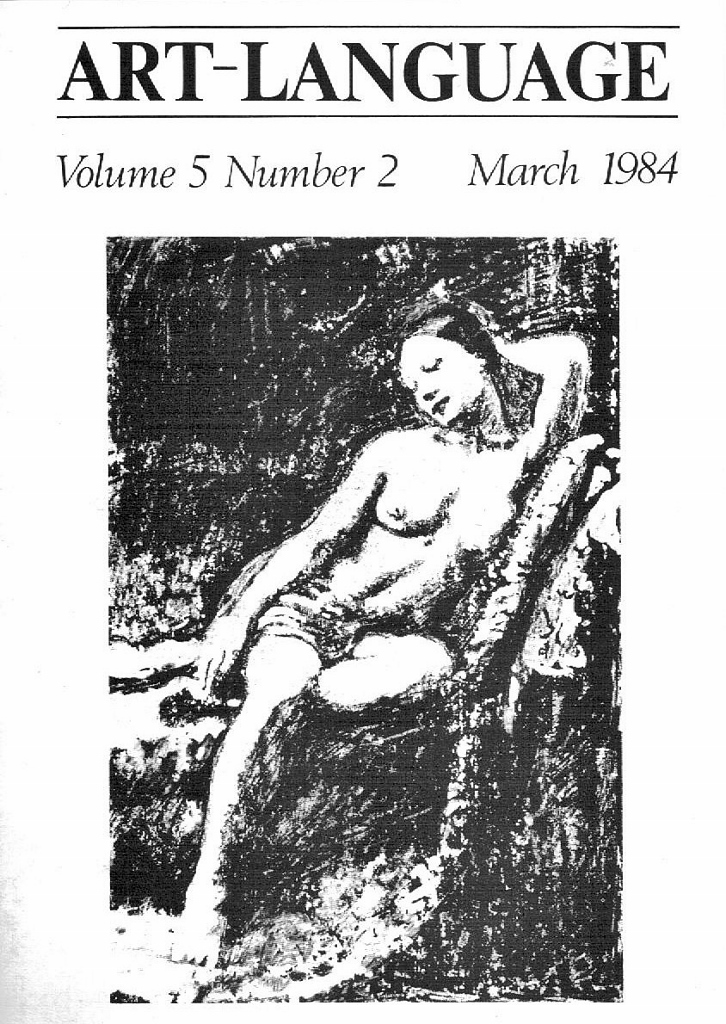
Copertina di Art-Language Volume 5 Numero 1 di Art & Language che mostra un ritratto di Victorine Meurent

Art-Language The Journal of conceptual art es un periódico angloparlante publicado por los artistas conceptuales de Art & Language, movimiento cuyo inspira el nombre. Implicando más de veinte artistas, en Estados Unidos, en Europa y en Australia, y incluyendo cerca de 20 años de producción artística, el periódico constituye a sí mismo una de las obras de arte conceptual las más amplias. Está considerado como teniendo una influencia importante sobre el arte conceptual y el arte contemporáneo . 

## Contexto de creación
El nombre del movimiento Art & Language está derivado de la revista Art-Language, publicada por Art & Language Press. Esta entidad fue creada en 1968 para dar un brazo de publicación a la conversación en curso entre los cuatro fundadores de Art & Language (Michael Baldwin, Terry Atkinson, David Bainbridge, Harold Hurrell), y también entre Art & Language y otros artistas en América u otras partes del mundo Con el tiempo, se han establecido fuertes conexiones entre los artistas británicos de Art & Language y los artistas estadounidenses. En 1966, Michael Baldwin, que acaba de recibir un Premio de los Northern Young Contemporaries, gastó el dinero en un viaje a Nueva York para reunirse y discutir con Donald Judd, Roy Lichtenstein y Robert Morris. En noviembre de 1967, gracias a Robert Smithson, arts magazine, una revista con sede en Nueva York, publicó por primera vez un texto de Art & Language (antes de la fundación del grupo) titulado Comentarios sobre Air-Conditioning, una extravagancia de monotonía escrito por Michael Baldwin. Es interesante notar que Michael Baldwin está presentado como un escritor inglés y un artista preocupado por la no-exposición. En 1969, Art Press, fue producida en Nueva York por Ian Burn y Mel Ramsden. En ella publicaron sus propios trabajos de texto, así como artículos de Adrian Piper, Sol LeWitt y Stephen Kaltenbach.

## Historia
Art-Language The Journal of conceptual art está publicado por Art & Language Press  y está considerado como teniendo una influencia de entidad a la vez sobre el arte conceptual y sobre el arte contemporáneo. Art & Language Press fue fundido en mismo tiempo que el grupo artístico conocido bajo el nombre de Art & Language en 1968 por cuatro artistas : Michael Baldwin, Terry Atkinson, Harold Hurrell y David Bainbridge. Son igualmente los editores del primer volumen de la revista, publicado en mayo de 1969.
 

Terry Atkinson pasaba el verano de 1969 con Joseph Kosuth a Nueva York. En agosto del mismo año, Joseph Kosuth devinó el editor estadounidense de Art-Language. A partir del segundo volumen, el periódico está publicado a la vez en Reino Unido y a Estados Unidos. Los miembros de Art & Language publican regularmente ensayos en la revista británica Studio Internacional. En febrero de 1970, el redactor en jefe y crítico de arte Charles Harrison publica un artículo titulado Notes Towards Art Work que afirma que « la sola alternativa a la crítica es el arte ». En 1971, después de su dimisión de Studio Internacional, devinó redactor en jefe de Art-Language. Terry Atkinson se encuentre a Ian Burn y Mel Ramsden a Nueva York en 1969 y, después de haber publicado uno cierto número de labores textuales bajo el nombre de Society for Theoretical Art and Analysis, cogen Art-Language en 1971. Al mismo momento a Coventry, David Rushton, Philip Pilkington y Graham Howard, tres estudiantes en teoría del arte de Baldwin, Bainbridge y Atkinson, comienzan a trabajar bajo el nombre de Art & Language. Durante aquel año, el Coventry College of Art está cambiado en Faculty of Arte and Design, y se convierte en una parte de la escuela polytechnique de Lanchester. El  nuevo decano de la facultad se da para misión de poner fin al curso de teoría del arte. 
 « Al verano 1971, el ejercicio arbitrario del poder ha desmantelado el curso sobre la teoría del arte. Baldwin y Bainbridge han sido despedidos, así como otros miembros del personal a tiempo parcial. Atkinson está quedado. Su presencia ha permitido a las autoridades responsables de reivindicar una cierta credibilidad para las ruinas... Art & Language se ha encontrado en exilio de todo contexto académico o educativo oficial… Su trabajo bajo todas sus formas estaba destinado antes todo a « el arte » como discurso, en lugar de la ampliación de la vasta categoría de los objetos de arte. » — Charles Harrison y Fred Orton. 
Michael Baldwin y Terry Atkinson redactan un ensayo crítico de 25 páginas sobre la educación artística en un artículo titulado « Art Teaching » y lo publican en Art-Language, volumen 1, número 4. En 1973, Atkinson dimite. 
Mientras que en 1972, la actividad de Art & Language era exclusivamente textual y que su identidad estaba confundida con la revista Art-Language, la producción de la instalación Índice 01, para la Documenta 5 a Cassel, bajo el nombre de The Art & Language Institute, marca un cambio. A marchar de Art-Language, volumen 2, número 3, el periódico resulta anónimo y los textos ya no son atribuidos a autores o a autrices en particular. El periódico sigue siendo publicado hasta 1985 y  contenidos relacionados con los índices realizados en 1972-1973 persisten diversas maneras y en intensidades variables. 
Una nueva serie aparece desde 1994 : tres números están publicados hasta 1999. Además de Baldwin, Ramsden y Harrison, a que el trabajo sobre la revista había sido confiado en 1976, Philip Pilkington y Paul Wood figuraban entre los contribudores.

### Redactores
El primer número está editado por Art & Language. Joseph Kosuth es el redactor en jefe estadounidense de agosto de 1969 a 1972 y Art & Language el resto para Inglaterra. En 1971, Charles Harrison vuelve el redactor en jefe de Art-Language, y él le resto hasta el último volumen. 

### Distribuidores
- Reino Unido : Art & Language, Galería Lisson, Robert Self Publicaciones, Arts Bibliographic.
- Estados Unidos : Joseph Kosuth, Ian Burn, Mel Ramsden, Kathryn Bigelow, Printed Matter, Inc.

## Revista crítica
- Daniel Buren :  « Para dar apoyo a sus referencias pseudoculturales y a sus juegos de farol, con una muestra complaciente de eruditos cuestionables, ciertos artistas intentan explicar qué arte conceptual sería, podría ser o debería ser, haciendo un trabajo conceptual. No hay falta de vulgaridad en la pretensión. En lugar de una investigación sin pretensiones, estamos sometidos a un montón de explicaciones y justificaciones que sirven como una confusión en el intento de convencernos de la existencia del pensamiento. Para estos, el arte conceptual se ha convertido en arte verborrea. Ya no viven en el siglo XX, pero desean revivir el siglo XVIII. »[23]

- Jeff Wall :  « Al presentar sus archivos de tarjetas e impresiones olvidados (sus cofres de información), el conceptualismo recapitula una especie de estética mallarmense: los sujetos sociales se presentan como jeroglíficos enigmáticos y se les otorga la autoridad de la cripta. La identificación de la burocracia, la publicidad y el academicismo con expresiones crípticas expresa una conciencia de la participación de las universidades y las burocracias en una máquina de muerte corporativa, una conciencia que, por supuesto, animó el movimiento estudiantil. » — Jeff Wall, 1981,[24][25]

- Lucy Lippard :  « No entiendo muy bien lo que dice Art-Language, pero admiro las energías de la investigación, el implacable trabajo preliminar, el compromiso total con el restablecimiento de un lenguaje válido para discutir el arte, y el humor ocasional en sus escritos. El caos en sus motivaciones me fascina, pero también es irritante estar mal equipado para evaluar su trabajo. No sé cómo es o si es evaluado por los adeptos de la filosofía como filosofía, pero me resulta irritante tener que confiar en ellos. » — Seis años: La desmaterialización del objeto de arte, Lucy R. Lippard, 1973,[26][27]